# Axel Odelstierna
Axel Odelstierna, född den 15 april 1858 i Vånga socken, Östergötlands län, död den 13 april 1935 i Stockholm, var en svensk militär.

## Biografi
Odelstierna blev underlöjtnant i Fortifikationen 1879, löjtnant där 1885, kapten där 1896, major där 1906, överstelöjtnant där 1911, överste där 1913, generalmajor och chef samma år, generallöjtnant 1922. Han övergick till generalitetets reserv 1923.
0delstierna var lärare vid Artilleri- och ingenjörhögskolan 1897–1904 samt längre tider kommenderad utomlands för studier och i kontrolluppdrag. Han var mycket använd i kommittéer och kommissioner för behandling huvudsakligen av befästningsfrågor.
Odelstierna skrev årsberättelser och uppsatser i Krigsvetenskapliga akademiens handlingar och tidskriften Tidskrift i fortifikation med flera militära publikationer. Han invaldes som ledamot av Krigsvetenskapsakademiens andra klass 1903 och som ledamot av första klassen 1915.
Axel Odelstierna var son till vice häradshövding Gustav Odelstierna och Hilda Hofstam. Han var bror till Erik G:son Odelstierna.

## Utmärkelser
- Kommendör med stora korset av Svärdsorden, 6 juni 1922.[3]
- Kommendör av första klassen av Svärdsorden, 6 juni 1916.[4]
- Riddare av första klassen av Svärdsorden, 1900.[5]
- Riddare av Nordstjärneorden, 1911.[6]
- Riddare av andra klassen av Ryska Sankt Annas orden, senast 1915.[7]